# Chandashi
Chandashi är i mytologin hos en del folk i västra Afrika jordens och underjordens gudinna och hustru till himmelsguden Leza eller Lesa. Chandashi kan som sådan skapa jordbävningar.